# Сикисима (броненосец)
«Сикисима» (яп. 敷島) — японский эскадренный броненосец, головной в серии из двух единиц (второй — «Хацусэ»). Участвовал в Русско-японской войне.

## История строительства
Один из четырёх броненосцев, заказанных Японией за рубежом в рамках 10-летней программы расширения военно-морского флота. Построен для императорского флота Японии британской компанией Thames Iron Works на верфи в Блэкуолле по улучшенному проекту броненосца «Маджестик». В литературе часто встречается упоминание, будто прототипом японских броненосцев стал английский «Формидебл». В действительности же все происходило наоборот: чертежи «Формидебла» разрабатывались в 1897 году на основе проекта «Сикисимы». Заказ был размещён в 1897 году, закладка состоялась 29 марта 1897 года, 1 ноября 1898 года был спущен на воду и 26 января 1900 года введён в строй.
По сравнению с предшественниками («Фудзи» и «Ясимой»), корабли этой серии имели множество улучшений. Броня гарвеевская, вес её составил до 30 % нормального водоизмещения, однако за счёт применения более тонких плит удалось значительно увеличить площадь бронирования. Имел двойное дно и бракетную систему, состоящую из 261 водонепроницаемого отсека, часть из которых могла использоваться для хранения угля, что позволило увеличить максимальный запас топлива до 1772—1900 т. Получил современные водотрубные котлы Бельвиля, что обеспечило устойчивую скорость 18 уз и дальность плавания до 5000 миль экономическим ходом. Привод башен орудий главного калибра получил электропривод, а конструкция позволяла осуществлять заряжание орудий при любом положении башни и угле возвышения стволов. Противоминная защита отсутствовала.

## Конструкция

### Бронирование
Поясная броня, хотя и была того же типа (гарвеированная никелевая), по своим качествам превосходила применявшуюся на броненосцах типа «Фудзи».
Бортовая броня состояла из двух поясов: нижнего, высотой 2,44 м. Он возвышался над ватерлинией на 1,1 м и опускался ниже ее на 1,34 м, шел от штевня до штевня и был в средней части длины 67,1 м и толщины 229 мм (что соответствовало 457-мм железной броне). Пояс уменьшался к низу до 127 мм. У барбетов главного калибра его толщина равнялась 178 мм и далее к оконечностям его толщина достигала 102 мм.
И верхнего, шестидюймового пояса высотой 2,3 м. Он проходил между барбетами на протяжении 76,2 м.

## Служба
В составе 1-го боевого отряда (флаг адмирала Хэйхатиро Того) участвовал в морской блокаде Порт-Артура и артиллерийской дуэли с русской 1-й Тихоокеанской эскадрой 9 февраля 1904 года, в которой получил одно попадание 6" снаряда, потеряв 17 моряков ранеными. Участвовал в сражении в Жёлтом море, в котором не получил повреждений от огня неприятеля, однако вследствие преждевременного разрыва снаряда в стволе лишился одного из 12" орудий.
Во время Цусимского сражения был вторым мателотом после флагманского броненосца «Микаса» и подвергался интенсивному артиллерийскому обстрелу. В результате корабль получил одиннадцать попаданий, самым тяжелым из которых было попадание непосредственно под амбразуру одного из 6" орудий, выведшее из строя всю прислугу этого орудия. Потери среди команды составили 13 убитых, 24 раненых. Кроме того, 12" снаряд снова преждевременно разорвался в одном из стволов носовой башни, полностью выведя ствол из строя. В начале боя «Сикисима» сосредоточил свой огонь на русском броненосце «Ослябя», который вскоре затонул. В конце первой фазы сражения «Сикисима» торпедным выстрелом добил оставленный экипажем вспомогательный крейсер «Урал».
В 1923 году разоружен, превращён в учебный блокшив, и в 1948 году разобран на металл.

## Командиры корабля
- капитан 1-го ранга Миёси Кацуми (三善　克己) — с 2 ноября 1898 года по 17 апреля 1900 года[6].
- капитан 1-го ранга Микаяма Синкити[яп.] — с 20 мая по 6 декабря 1900 года[7].
- капитан 1-го ранга Ито Ёсигоро[яп.] — с 12 июня 1900 года по 6 июля 1901 года[7].
- капитан 1-го ранга Томиока Садаясу[яп.] — с 6 июля 1901 года по 12 апреля 1903 года[7].
- капитан 1-го ранга Накамидзо Токутаро[яп.] — с 12 апреля по 7 июля 1903 года[7].
- капитан 1-го ранга Тэрагаки Идзо (寺垣 猪三) — с 7 июля 1903 года по 14 июня 1905 года[8].
- капитан 1-го ранга Ёсимацу Мотаро[яп.] — с 14 июня по 2 ноября 1905 года[9].
- капитан 1-го ранга Кадзикава Рёкити (梶川　良吉) — с 2 ноября 1905 года по 2 февраля 1906 года[9].
- капитан 1-го ранга Уэхара Синдзиро (上原 伸次郎) — с 7 апреля по 22 ноября 1906 года[9].
- капитан 1-го ранга Вада Кэнсукэ (和田　賢助) — с 22 ноября 1906 года по 5 августа 1907 года[10].
- капитан 1-го ранга Мори Ёситаро (森　義太郎) — с 5 августа 1907 года по 7 апреля 1908 года[11].
- капитан 1-го ранга Курои Тэйдзиро[яп.] — с 28 августа 1908 года по 1 декабря 1909 года[12].
- капитан 1-го ранга Ёда Мицудзи (依田 光二) — с 1 декабря 1909 года по 1 декабря 1910 года[13].
- капитан 1-го ранга Отани Косиро[яп.] — с 1 декабря 1917 года по 10 ноября 1918 года
- капитан 1-го ранга Иида Нобутаро[яп.] — с 5 августа 1919 года по 20 ноября 1919 года